# Vorchten
Vorchten is een dorp in de gemeente Heerde in de Nederlandse provincie Gelderland. Het dorp is gelegen vlak ten westen van de IJsseldijk en heeft een veerverbinding met het aan de andere kant van de IJssel gelegen Wijhe.

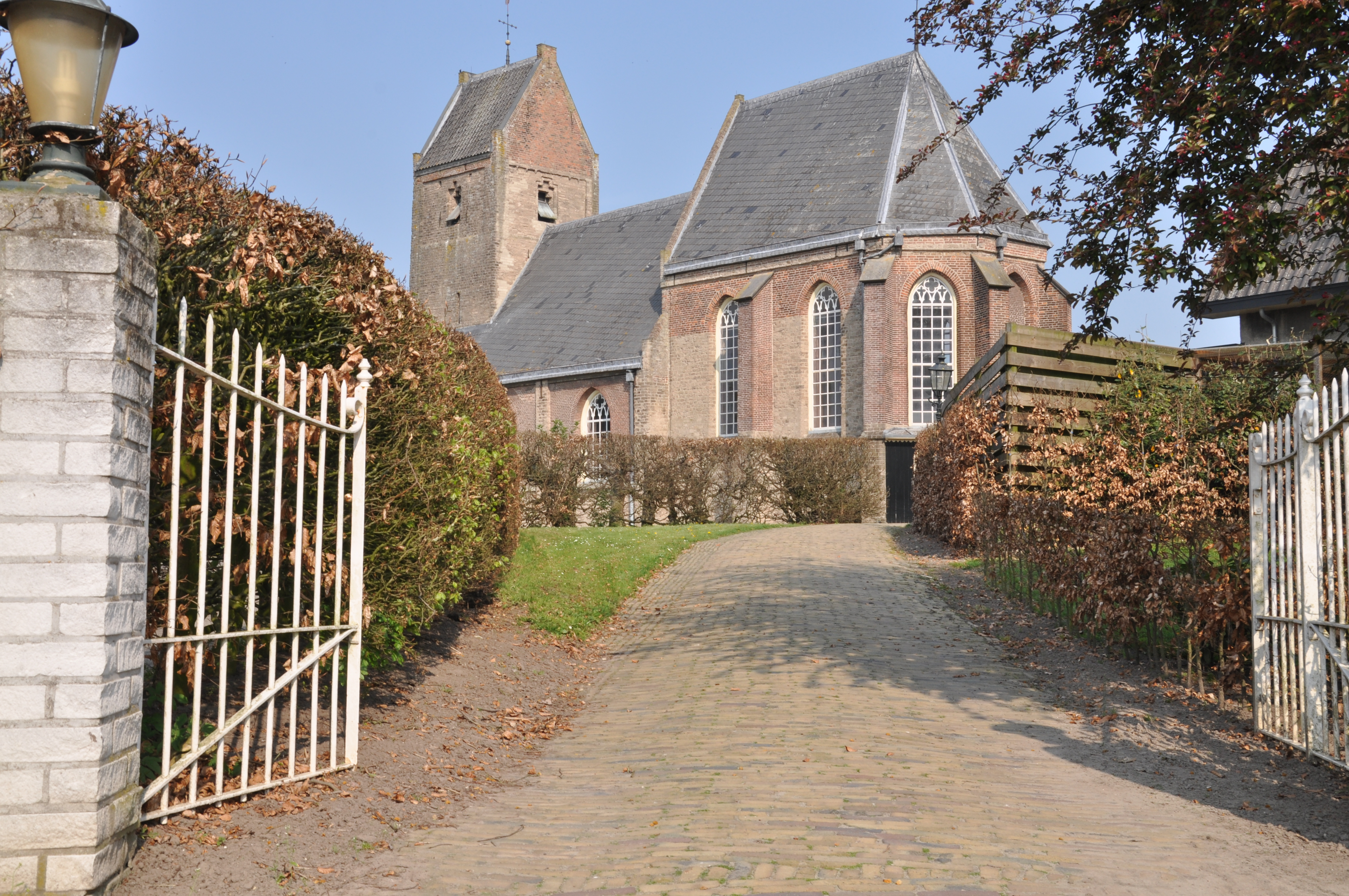
Kerk Vorchten

Centraal in het dorp staat een oude, deels tufstenen hervormde kerk, waarvan de romaanse toren met een zadeldak gedekt is. Het eenbeukige schip dat waarschijnlijk uit de vroege 13e eeuw dateert, wordt afgesloten met een veel hoger priesterkoor uit de 15e eeuw. De kerk was vroeger gewijd aan Johannes de Doper.
Even ten noorden van de kerk lag vroeger het kasteel Zwanenburg.
In Vorchten is het Poppenspe(e)lmuseum gevestigd.